# كاثلين بايرون
كاثلين بايرون (بالإنجليزية: Kathleen Byron)‏ هي ممثلة بريطانية، ولدت في 11 يناير 1921 بلندن في المملكة المتحدة، وتوفيت في 18 يناير 2009 في المملكة المتحدة بسبب مرض آلزهايمر.

## أعمال

### أفلام
- (1947) النرجسي الأسود
- (1962) ليلة النسر
- (1980) الرجل الفيل
- (1996) إيما[5]
- (1998) إنقاذ الجندي رايان[6][7][8]

## وصلات خارجية
- كاثلين بايرون على موقع IMDb (الإنجليزية)
- كاثلين بايرون على موقع ألو سيني (الفرنسية)
- كاثلين بايرون على موقع أول موفي (الإنجليزية)
- كاثلين بايرون على موقع قاعدة بيانات الأفلام السويدية (السويدية)
- كاثلين بايرون على موقع إن إن دي بي (الإنجليزية)
- كاثلين بايرون على موقع قاعدة بيانات الفيلم (الإنجليزية)
- كاثلين بايرون على موقع كينوبويسك (الروسية)